# Nova Soure
Nova Soure es un municipio brasileño del estado de Bahía. Su población, estimada en 2004, era de 24 267 habitantes.
El municipio surgió del trabajo de catequización de los jesuitas, que unieron cinco aldeas en una sola, denominada Natuba, que en tupí-guaraní significa "río que no se seca". Se acredita que los indígenas de la tribu de los kiriris dieron ese nombre debido a la aldea que se localizaba en los alrededores de un arroyo.
Con la catequización y la aldea se llamó Nuestra Señora de la Concepción del Natuba. El municipio fue emancipado en 1754, y en 1758 recibió, a través de una Carta Régia con fecha del 8 de mayo de 1758, el nombre de Villa de Nova Soure. Posteriormente abreviado como Soure. 